# Никольське (платформа)
Нико́льське  — зупинний пункт Горьківського напрямку МЗ та МЦД-4 у мікрорайоні Никольсько-Архангельський, міського округу Балашиха. 
Названо на честь села Никольсько-Архангельське.
Має дві платформи, сполучені пішохідним містком. 
Не обладнана турнікетами. 
Посадка та висадка пасажирів здійснюється на південній платформі, після закінчення будівництва 4 головної колії та реорганізації руху північна платформа не використовується для приміських поїздів. 
На північ від платформи знаходиться адміністрація селища Никольсько-Архангельське, на південь — церква Михайла Архангела в селі Никольсько-Архангельське.
На платформі зупиняються приміські потяги, що прямують до Желєзнодорожної, Фрязево, Електрогорська, Захарове, Круте, Електросталі, Ногінська, деякі до Купавни та до Петушків та Владимира (1 пара на добу). 
Станом на 2016 рік, без зупинки проходять у середньому 14-16 електропоїздів (не рахуючи експресів). 
Час руху від Москва-Пасажирська-Курська – близько 25 хвилин.
Пасажиропотік високий через розташовану поруч кінцеву зупинку міських автобусів та маршрутних таксі, що прямують до Балашихи (південні райони міста).